# Étienne-Marie Barruel
Pour les articles homonymes, voir Barruel.
 (août 2012).
Si vous disposez d'ouvrages ou d'articles de référence ou si vous connaissez des sites web de qualité traitant du thème abordé ici, merci de compléter l'article en donnant les références utiles à sa vérifiabilité et en les liant à la section « Notes et références ».
Étienne-Marie Barruel est un savant pédagogue français né à Autun le 17 avril 1749 et mort à Paris le 16 avril 1818.

## Famille
|  |  |                                  |                                  |                                  |                                  |                                  |                                  |  |  |                               |                               |                               |                               | épicier père Barruel (?-?)    | épicier père Barruel (?-?)    | épicier père Barruel (?-?) | épicier père Barruel (?-?) | épicier père Barruel (?-?)        | épicier père Barruel (?-?)        |                                   |                                   | ♀ inconnue                        | ♀ inconnue                        | ♀ inconnue | ♀ inconnue | ♀ inconnue | ♀ inconnue |           |           |                             |                             |                             |                             |                             |                             |            |            |            |            |
|  |  |                                  |                                  |                                  |                                  |                                  |                                  |  |  |                               |                               |                               |                               | épicier père Barruel (?-?)    | épicier père Barruel (?-?)    | épicier père Barruel (?-?) | épicier père Barruel (?-?) | épicier père Barruel (?-?)        | épicier père Barruel (?-?)        |                                   |                                   | ♀ inconnue                        | ♀ inconnue                        | ♀ inconnue | ♀ inconnue | ♀ inconnue | ♀ inconnue |           |           |                             |                             |                             |                             |                             |                             |            |            |            |            |
|  |  |                                  |                                  |                                  |                                  |                                  |                                  |  |  |                               |                               |                               |                               |                               |                               |                            |                            |                                   |                                   |                                   |                                   |                                   |                                   |            |            |            |            |           |           |                             |                             |                             |                             |                             |                             |            |            |            |            |
|  |  |                                  |                                  |                                  |                                  |                                  |                                  |  |  |                               |                               |                               |                               |                               |                               |                            |                            |                                   |                                   |                                   |                                   |                                   |                                   |            |            |            |            |           |           |                             |                             |                             |                             |                             |                             |            |            |            |            |
|  |  | épicier fils Barruel (?-?)       | épicier fils Barruel (?-?)       | épicier fils Barruel (?-?)       | épicier fils Barruel (?-?)       | épicier fils Barruel (?-?)       | épicier fils Barruel (?-?)       |  |  | ♀ inconnue                    | ♀ inconnue                    | ♀ inconnue                    | ♀ inconnue                    | ♀ inconnue                    | ♀ inconnue                    |                            |                            | Étienne-Marie Barruel (1749-1818) | Étienne-Marie Barruel (1749-1818) | Étienne-Marie Barruel (1749-1818) | Étienne-Marie Barruel (1749-1818) | Étienne-Marie Barruel (1749-1818) | Étienne-Marie Barruel (1749-1818) |            |            | ♂ Barruel  | ♂ Barruel  | ♂ Barruel | ♂ Barruel | ♂ Barruel                   | ♂ Barruel                   |                             |                             | ♀ inconnue                  | ♀ inconnue                  | ♀ inconnue | ♀ inconnue | ♀ inconnue | ♀ inconnue |
|  |  | épicier fils Barruel (?-?)       | épicier fils Barruel (?-?)       | épicier fils Barruel (?-?)       | épicier fils Barruel (?-?)       | épicier fils Barruel (?-?)       | épicier fils Barruel (?-?)       |  |  | ♀ inconnue                    | ♀ inconnue                    | ♀ inconnue                    | ♀ inconnue                    | ♀ inconnue                    | ♀ inconnue                    |                            |                            | Étienne-Marie Barruel (1749-1818) | Étienne-Marie Barruel (1749-1818) | Étienne-Marie Barruel (1749-1818) | Étienne-Marie Barruel (1749-1818) | Étienne-Marie Barruel (1749-1818) | Étienne-Marie Barruel (1749-1818) |            |            | ♂ Barruel  | ♂ Barruel  | ♂ Barruel | ♂ Barruel | ♂ Barruel                   | ♂ Barruel                   |                             |                             | ♀ inconnue                  | ♀ inconnue                  | ♀ inconnue | ♀ inconnue | ♀ inconnue | ♀ inconnue |
|  |  |                                  |                                  |                                  |                                  |                                  |                                  |  |  |                               |                               |                               |                               |                               |                               |                            |                            |                                   |                                   |                                   |                                   |                                   |                                   |            |            |            |            |           |           |                             |                             |                             |                             |                             |                             |            |            |            |            |
|  |  |                                  |                                  |                                  |                                  |                                  |                                  |  |  |                               |                               |                               |                               |                               |                               |                            |                            |                                   |                                   |                                   |                                   |                                   |                                   |            |            |            |            |           |           |                             |                             |                             |                             |                             |                             |            |            |            |            |
|  |  | Jean-Pierre Barruel (1780-1838)  | Jean-Pierre Barruel (1780-1838)  | Jean-Pierre Barruel (1780-1838)  | Jean-Pierre Barruel (1780-1838)  | Jean-Pierre Barruel (1780-1838)  | Jean-Pierre Barruel (1780-1838)  |  |  | ♀ inconnue                    | ♀ inconnue                    | ♀ inconnue                    | ♀ inconnue                    | ♀ inconnue                    | ♀ inconnue                    |                            |                            |                                   |                                   |                                   |                                   |                                   |                                   |            |            |            |            |           |           | Germain Barruel (1797—1863) | Germain Barruel (1797—1863) | Germain Barruel (1797—1863) | Germain Barruel (1797—1863) | Germain Barruel (1797—1863) | Germain Barruel (1797—1863) |            |            |            |            |
|  |  | Jean-Pierre Barruel (1780-1838)  | Jean-Pierre Barruel (1780-1838)  | Jean-Pierre Barruel (1780-1838)  | Jean-Pierre Barruel (1780-1838)  | Jean-Pierre Barruel (1780-1838)  | Jean-Pierre Barruel (1780-1838)  |  |  | ♀ inconnue                    | ♀ inconnue                    | ♀ inconnue                    | ♀ inconnue                    | ♀ inconnue                    | ♀ inconnue                    |                            |                            |                                   |                                   |                                   |                                   |                                   |                                   |            |            |            |            |           |           | Germain Barruel (1797—1863) | Germain Barruel (1797—1863) | Germain Barruel (1797—1863) | Germain Barruel (1797—1863) | Germain Barruel (1797—1863) | Germain Barruel (1797—1863) |            |            |            |            |
|  |  |                                  |                                  |                                  |                                  |                                  |                                  |  |  |                               |                               |                               |                               |                               |                               |                            |                            |                                   |                                   |                                   |                                   |                                   |                                   |            |            |            |            |           |           |                             |                             |                             |                             |                             |                             |            |            |            |            |
|  |  |                                  |                                  |                                  |                                  |                                  |                                  |  |  |                               |                               |                               |                               |                               |                               |                            |                            |                                   |                                   |                                   |                                   |                                   |                                   |            |            |            |            |           |           |                             |                             |                             |                             |                             |                             |            |            |            |            |
|  |  | Jean-Joseph Barruel (?-?)        | Jean-Joseph Barruel (?-?)        | Jean-Joseph Barruel (?-?)        | Jean-Joseph Barruel (?-?)        | Jean-Joseph Barruel (?-?)        | Jean-Joseph Barruel (?-?)        |  |  | Marie-Anne Maillet (?—?)      | Marie-Anne Maillet (?—?)      | Marie-Anne Maillet (?—?)      | Marie-Anne Maillet (?—?)      | Marie-Anne Maillet (?—?)      | Marie-Anne Maillet (?—?)      |                            |                            |                                   |                                   |                                   |                                   |                                   |                                   |            |            |            |            |           |           |                             |                             |                             |                             |                             |                             |            |            |            |            |
|  |  | Jean-Joseph Barruel (?-?)        | Jean-Joseph Barruel (?-?)        | Jean-Joseph Barruel (?-?)        | Jean-Joseph Barruel (?-?)        | Jean-Joseph Barruel (?-?)        | Jean-Joseph Barruel (?-?)        |  |  | Marie-Anne Maillet (?—?)      | Marie-Anne Maillet (?—?)      | Marie-Anne Maillet (?—?)      | Marie-Anne Maillet (?—?)      | Marie-Anne Maillet (?—?)      | Marie-Anne Maillet (?—?)      |                            |                            |                                   |                                   |                                   |                                   |                                   |                                   |            |            |            |            |           |           |                             |                             |                             |                             |                             |                             |            |            |            |            |
|  |  |                                  |                                  |                                  |                                  |                                  |                                  |  |  |                               |                               |                               |                               |                               |                               |                            |                            |                                   |                                   |                                   |                                   |                                   |                                   |            |            |            |            |           |           |                             |                             |                             |                             |                             |                             |            |            |            |            |
|  |  |                                  |                                  |                                  |                                  |                                  |                                  |  |  |                               |                               |                               |                               |                               |                               |                            |                            |                                   |                                   |                                   |                                   |                                   |                                   |            |            |            |            |           |           |                             |                             |                             |                             |                             |                             |            |            |            |            |
|  |  | Paul-Auguste Barruel (1841—1931) | Paul-Auguste Barruel (1841—1931) | Paul-Auguste Barruel (1841—1931) | Paul-Auguste Barruel (1841—1931) | Paul-Auguste Barruel (1841—1931) | Paul-Auguste Barruel (1841—1931) |  |  | ♀ inconnue                    | ♀ inconnue                    | ♀ inconnue                    | ♀ inconnue                    | ♀ inconnue                    | ♀ inconnue                    |                            |                            |                                   |                                   |                                   |                                   |                                   |                                   |            |            |            |            |           |           |                             |                             |                             |                             |                             |                             |            |            |            |            |
|  |  | Paul-Auguste Barruel (1841—1931) | Paul-Auguste Barruel (1841—1931) | Paul-Auguste Barruel (1841—1931) | Paul-Auguste Barruel (1841—1931) | Paul-Auguste Barruel (1841—1931) | Paul-Auguste Barruel (1841—1931) |  |  | ♀ inconnue                    | ♀ inconnue                    | ♀ inconnue                    | ♀ inconnue                    | ♀ inconnue                    | ♀ inconnue                    |                            |                            |                                   |                                   |                                   |                                   |                                   |                                   |            |            |            |            |           |           |                             |                             |                             |                             |                             |                             |            |            |            |            |
|  |  |                                  |                                  |                                  |                                  |                                  |                                  |  |  |                               |                               |                               |                               |                               |                               |                            |                            |                                   |                                   |                                   |                                   |                                   |                                   |            |            |            |            |           |           |                             |                             |                             |                             |                             |                             |            |            |            |            |
|  |  |                                  |                                  |                                  |                                  |                                  |                                  |  |  |                               |                               |                               |                               |                               |                               |                            |                            |                                   |                                   |                                   |                                   |                                   |                                   |            |            |            |            |           |           |                             |                             |                             |                             |                             |                             |            |            |            |            |
|  |  | Georges-Ernest Barruel (1873-?)  | Georges-Ernest Barruel (1873-?)  | Georges-Ernest Barruel (1873-?)  | Georges-Ernest Barruel (1873-?)  | Georges-Ernest Barruel (1873-?)  | Georges-Ernest Barruel (1873-?)  |  |  | Louisa-Émilie Cojean (1879-?) | Louisa-Émilie Cojean (1879-?) | Louisa-Émilie Cojean (1879-?) | Louisa-Émilie Cojean (1879-?) | Louisa-Émilie Cojean (1879-?) | Louisa-Émilie Cojean (1879-?) |                            |                            |                                   |                                   |                                   |                                   |                                   |                                   |            |            |            |            |           |           |                             |                             |                             |                             |                             |                             |            |            |            |            |
|  |  | Georges-Ernest Barruel (1873-?)  | Georges-Ernest Barruel (1873-?)  | Georges-Ernest Barruel (1873-?)  | Georges-Ernest Barruel (1873-?)  | Georges-Ernest Barruel (1873-?)  | Georges-Ernest Barruel (1873-?)  |  |  | Louisa-Émilie Cojean (1879-?) | Louisa-Émilie Cojean (1879-?) | Louisa-Émilie Cojean (1879-?) | Louisa-Émilie Cojean (1879-?) | Louisa-Émilie Cojean (1879-?) | Louisa-Émilie Cojean (1879-?) |                            |                            |                                   |                                   |                                   |                                   |                                   |                                   |            |            |            |            |           |           |                             |                             |                             |                             |                             |                             |            |            |            |            |
|  |  |                                  |                                  |                                  |                                  |                                  |                                  |  |  |                               |                               |                               |                               |                               |                               |                            |                            |                                   |                                   |                                   |                                   |                                   |                                   |            |            |            |            |           |           |                             |                             |                             |                             |                             |                             |            |            |            |            |
|  |  |                                  |                                  |                                  |                                  |                                  |                                  |  |  |                               |                               |                               |                               |                               |                               |                            |                            |                                   |                                   |                                   |                                   |                                   |                                   |            |            |            |            |           |           |                             |                             |                             |                             |                             |                             |            |            |            |            |
|  |  | Paul Barruel (1901-1982)         |                                  |                                  |                                  |                                  |                                  |  |  |                               |                               |                               |                               |                               |                               |                            |                            |                                   |                                   |                                   |                                   |                                   |                                   |            |            |            |            |           |           |                             |                             |                             |                             |                             |                             |            |            |            |            |

## Biographie
Étienne Barruel, fils d'un épicier d'Autun, est élevé chez les Jésuites. Il travaille tout d'abord dans une école particulière puis est durant dix ans gouverneur des enfants d'Armand Marc de Montmorin Saint-Hérem. Durant la Révolution il s'investit dans le débat des idées concernant l'éducation, et publie en 1791 un Plan d'éducation nationale, considérée sous le rapport des livres élémentaires. Barruel est proposé le 18 ventôse an II par la commission d'instruction publique  du département de Paris comme professeur de physique et chimie à l'institut provisoire de Marat. Il est nommé durant trois mois mathématicien au bureau du cadastre (oct-déc 1794). Lors de la création de l'École centrale des travaux publics en 1794 il est nommé examinateur d'admission pour la chimie et est chargé de la constitution du cabinet de physique. Barruel puisa abondamment dans les instruments rassemblés par le savant Charles dans l'hôtel d'Aiguillon, instruments qui provenaient en grande partie du garde-meuble de la Couronne, mais également de l'Académie des sciences et de particuliers. Il est ensuite instituteur adjoint de physique de 1795 à 1797 au côté de Hassenfratz, puis examinateur pour la physique et la chimie de 1898 à 1804 et bibliothécaire jusqu'à sa mort. Il publie en 1798 un ouvrage de physique original, La physique réduite en tableau raisonné qu'il fait rééditer en 1805. Il publie également en 1800 ses Observations sur l'instruction publique, et particulièrement sur les écoles centrales. Professeur de physique-chimie adjoint-suppléant de Mathurin Jacques Brisson à l'École centrale des quatre nations en 1802, il enseigne ensuite après la fermeture de l'école les mathématiques au lycée Bonaparte.
Il fit tout d'abord venir à Paris son neveu François Barruel comme aide de laboratoire à l'École polytechnique, puis forma  trois autres de ces neveux, Jean-Pierre Barruel, Claude-François Barruel et Germain Barruel, qui devinrent d'importants chimistes à Paris durant la première moitié du XIXe siècle.

## Ouvrages
- Plan d'éducation nationale, considérée sous le rapport des livres élémentaires, Paris, Desennes, 1791, 315 p. (lire en ligne)
- La physique réduite en tableaux raisonnés, ou Programme du cours de physique fait à l'École polytechnique, Paris, Baudoin, 1798, 72 p.
- Observations sur l'instruction publique et particulièrement sur les écoles centrales, Paris, Baudoin, 1800, 86 p.
- La physique réduite en tableaux raisonnés, 2e édition, Paris, Courcier, an xiv (1805 (lire en ligne)